# Sentimiento Muerto
Sentimiento Muerto était un groupe de rock créé par Pablo Dagnino, Alberto Cabello, Carlos Eduardo "Cayayo" Troconis, Edgar Jiménez et Wincho Schaeffer à Caracas au Venezuela. Il a été actif de 1981 à 1993.

## Membres
- Pablo Dagnino : chant, claviers (1981-1992)
- Carlos Eduardo "Cayayo" Troconis : guitare, chant et chœur (1981-1992)
- Alberto Cabello : batterie (1981-1988)
- Luis Poleo : guitare (1981-1983)
- Ervin "Wincho" Schäfer : basse (1983-1990)
- Edgar Jiménez : guitare (1983-1987)
- José "Pingüino" Echezuría : guitare (1984-1991)
- Sebastián Araujo : batterie (1988-1992)
- Héctor Castillo : basse (1991-1992)

## Discographie

### Albums studio
- 1987 : El amor ya no existe (es)
- 1989 : Sin sombra no hay luz (es)
- 1991 : Infecto de afecto (es)

### Compilations
- 1993 : Fin del Cuento 1981-1993
- 1996 : Aunque usted no lo quiera